# 아이반호 (1952년 영화)
《아이반호》(Ivanhoe)는 미국에서 제작된 리처드 소프 감독의 1952년 모험, 드라마, 멜로/로맨스 영화이다. 로버트 테일러 등이 주연으로 출연하였고 팬드로 S. 버먼 등이 제작에 참여하였다. 이 영화는 테크니컬러로 촬영되었다. 아카데미 작품상, 촬영상, 음악상 후보로 지명되었으며, 골든 글로브상에서도 작품상, 음악상 부문에 후보로 올랐다. 1952년도 미국 전체 흥행 4위를 했으며 유럽에서도 인기를 끈 흥행작이다.

## 줄거리
1194년. 앵글로색슨인들을 정복한 노르만인들의 후손인 잉글랜드 왕국의 리처드 1세가 제3차 십자군 전쟁(1189 - 92)에 참전한 사이, 리처드 1세의 동생 존 왕자가 왕위를 찬탈한 상황. 1192년에 전쟁이 끝났음에도 리처드 1세는 돌아오지 않고, 노르만인의 색슨인 차별이 심해진다.
리처드 1세를 모시던 색슨인 기사 윌프레드의 아이반호는 리처드 1세를 찾아다니다 오스트리아 공국의 리어폴드 5세(레오폴트 5세; Leopold V)에게 잡혀 있는 리처드 1세를 발견한다.
잉글랜드로 돌아와 음유시인 행세를 하던 아이반호는 길에서 존 왕자의 지지자인 노르만인 브라이언 드 브와 길베어 경, 휴 드 브래시 경과 마주친다. 이들이 하룻밤 지낼 곳을 찾자 아이반호는 아버지인 색슨인 기사 시드릭의 집으로 인도한다. 아이반호는 아버지 시드릭의 피후견인으로 있으며 잉글랜드의 색슨인 왕족 출신인 로위나와 재회의 기쁨을 나눈다. 이어 아이반호는 아버지 시드릭에게 리처드 1세의 몸값인 은화 15만 마르크를 부탁하지만 시드릭은 노르만인인 리처드 1세를 돕지 않으려 한다.
곧 아이반호는 길에서 두 노르만인 병사들에게 곤경을 당하고 있던 유대인 고리대급업자 요크의 아이작과 그의 아름다운 딸 리베카를 구출한다. 답례로 리베카는 아이반호에게 애시비(Ashby)에서 열리는 왕실의 마상창시합에 참가할 것을 권하며 경기용 말과 갑옷을 살 보석을 내준다.
다섯 명의 노르만인 기사 브라이언 드 브와 길베어, 휴 드 브래시, 프롱 드 뵈프, 필립 드 말부아장, 레이프 드 비폰트가 시합에서 모든 색슨인 참가자들을 물리친다. 그때 검은 옷으로 정체를 숨긴 아이반호가 나타나 이 다섯 노르만인들 모두에게 도전하여 말부아장, 비폰트, 뵈프를 차례로 무찌른다. 아이반호는 관중 속에 있는 리베카에게 경례를 하고, 리베카를 본 길베어는 즉시 리베카의 아름다움에 매료된다. 아이반호는 브래시와 싸우다 중상을 입고, 길베어와의 결승에서 낙마해 쓰러진다. 아버지의 집으로 돌아온 아이반호는 리베카의 보살핌을 받으며 회복한다.
얼마 지나지 않아 존 왕자의 학정에 반대하는 의적 두목 로빈 후드가 그와 접촉한다. 아이반호는 리처드 1세를 구출할 계획을 털어놓는다. 그 사이 뵈프가 이끄는 노르만인 기사들이 색슨인 기사들을 모두 포로로 잡아 뵈프의 성에 가둔다. 아버지 시드릭도 뵈프에게 끌려갔다는 소식을 접한 아이반호는 시드릭의 자유를 대가로 몸을 맡기고, 로빈 후드의 부하들이 뵈프의 성을 습격한다. 뵈프는 불타는 성에서 빠져나오다가 아이반호에게 살해된다. 역시 뵈프의 성에 있던 길베어는 혼자 탈출하다가 리베카를 인간 방패로 삼아 성을 빠져나간다.
길베어는 존 왕자가 주재하는 이단심문에서 리베카를 마녀로 몰아세워 화형에 처하려 하지만 아이반호가 이의를 제기하며 결투에서 이긴 자의 의견을 따르자고 한다. 존 왕자는 길베어를 궁정 측의 투사로 내보내고, 결투 끝에 길베어는 아이반호에게 목숨을 잃는다.
리베카가 화형대에서 내려오는 순간 실종되었던 리처드 1세와 그의 기사들이 왕좌를 되찾기 위해 돌아온다. 리베카의 아버지 아이작이 아이반호의 도움에 감사의 의미로 리처드 1세의 몸값을 지불한 것이다.
존 왕자는 형 리처드 1세 앞에 무릎을 꿇는다. 그러자 리처드 1세는 무릎을 꿇은 사람들에게 노르만인이나 색슨인이 아니라 잉글랜드인으로서 일어나라고 요구한다.

## 출연

### 주연
- 로버트 테일러 - 윌프레드의 아이번호 역
- 엘리자베스 테일러 - 리베카 역

### 조연
- 조앤 폰테인 - 레이디 로위나 역
- 조지 샌더스 - 브라이언 드 브와 길베어 역
- 에믈린 윌리엄스 - 왐바 역
- 로버트 더글러스 - 휴 드 브래시 역
- 핀레이 커리 - 로더우드의 시드릭 역
- 필릭스 에일머 - 아이작 역
- 프랜시스 더 월프 - 프롱 드 뵈프 역
- 패트릭 홀트 - 필립 드 말부아장 역
- 로더릭 러블 - 레이프 드 비폰트 역

## 기타
- 미술: 알프레트 융게
- 의상: 로저 K. 퍼스